# جشنواره جهانی نقاشی بدن

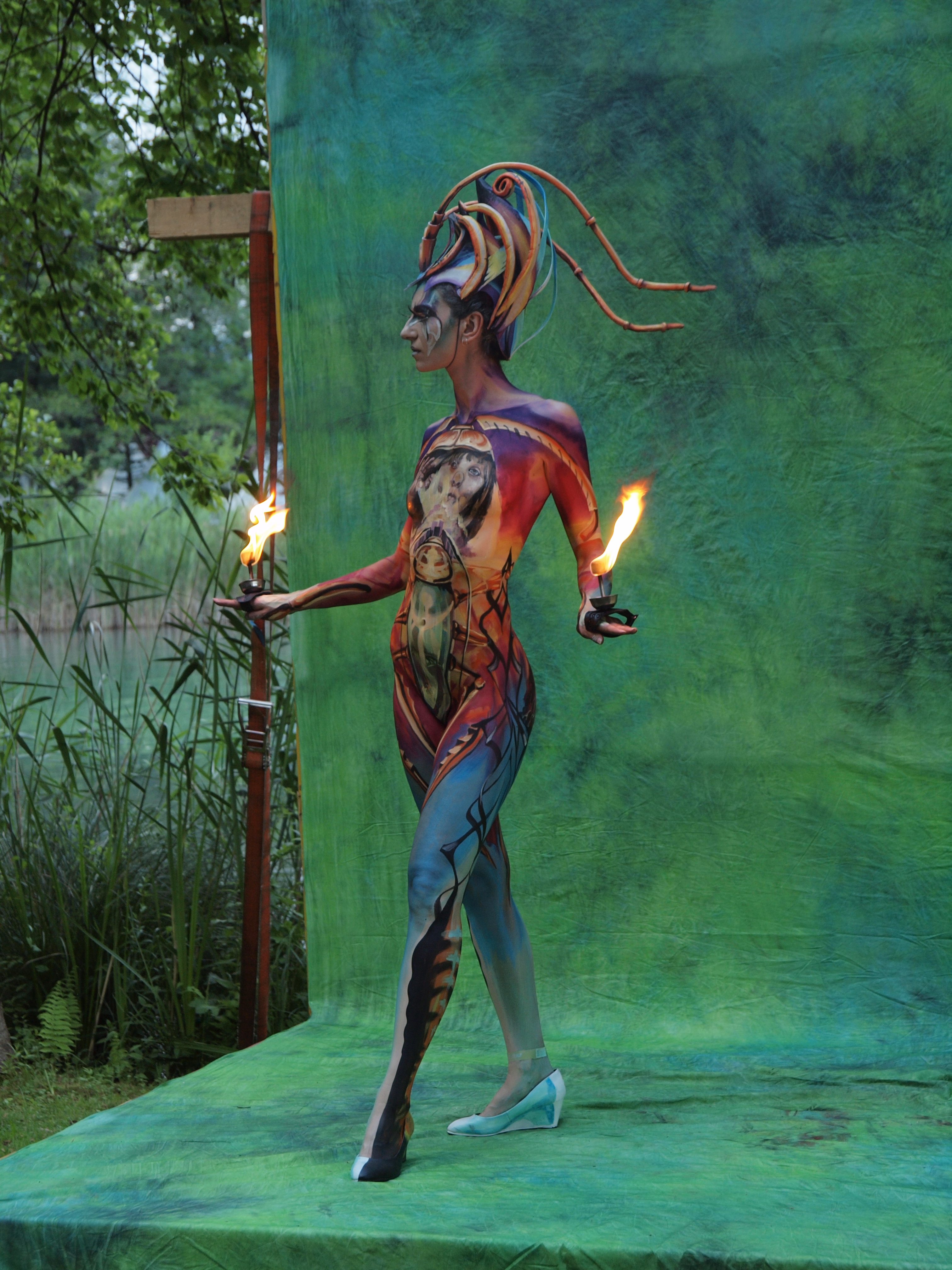

جشنوارهٔ جهانی نقاشی بدن (انگلیسی: World Bodypainting Festival) یک جشنواره و رقابت نقاشی روی بدن است که هر سال در اتریش برگزار می‌شود. این جشنواره که پیش از این در پورچاخ آم ورترزه بر روی دریاچهٔ وُرْتِرْزی برگزار می‌شد، از سال ۲۰۱۷ در کلاگن‌فورت برگزار می‌شود. هنرمندانی از ۵۰ کشور در این جشنواره شرکت می‌کنند و جشنواره بیش از ۳۰٬۰۰۰ تماشاچی جذب می‌کند.